# Костел Відвідин Пресвятої Діви Марії (Богородчани)
Костел Відвідин Пресвятої Діви Марії — римо-католицький костел у смт. Богородчанах Івано-Франківської області. Пам'ятка архітектури.

## Історія
Католицький монастир засновано в Богородчанах в 1691 році на кошти К. Потоцької. Перший храм був дерев'яним. У 1742—1762 роках його перебудували на мурований костел, а також збудували комплекс з палатами духовенства, огорожею і воротами. Комплекс сильно постраждав в роки Першої світової війни. Культова споруда в стилі бароко зберегла свою архітектурну аутентичність до наших днів. У богородчанському костелі зберігалася чудотворна ікона Богоматері, яку в 1944 р. для порятунку від радянської влади вивезли в Польщу.
До 1964 року храм юридично належив Римо-Католицькій Церкві. Проте радянська окупаційна влада відібрала храм у римо-католиків.
В радянські часи церква охоронялась як пам'ятка архітектури Української РСР (№ 234).
У 1990-х роках храм невідомо чому тодішня влада міста передала УПЦ (МП), хоча ще тоді римо-католики міста просили владу повернути храм. То ж своїми діями тодішня влада викликала релігійний конфлікт.
У будівлі костелу діяв православний храм Петра і Павла УПЦ (МП), а в палатах була розміщена музична школа.
3 лютого 2019 року громада цього храму вирішила перейти до ПЦУ, що зустріло опір місцевого священника УПЦ (МП).. До конфлікту між римо-католиками і УПЦ (МП) додався також конфлікт між ПЦУ і УПЦ (МП).
Під час цієї боротьби відбулася історична подія. Римо-Католики та громада ПЦУ обєдналися проти УПЦ (МП). Було прийнято історичне рішення. Храм повертається громаді римо-католиків, а громада вірних ПЦУ цього храму юридично ліквідовується і переходить до найближчої церкви ПЦУ, де юридично обєднюються із громадою тієї найближчої церкви ПЦУ.
У 2020 році храм нарешті був повернений до Римо-католицької церкви.